# خروج ایالات متحده آمریکا از توافقنامه پاریس
در 1 ژوئن سال 2017، دونالد ترامپ رئیس جمهور وقت ایالات متحده اعلام کرد که این کشور تمامی مشارکت‌های خود در توافقنامه 2015 پاریس در رابطه با کاهش تغییرات اقلیمی را متوقف می‌کند، و اعلام کرد که این توافقنامه اقتصاد آمریکا را "تضعیف کرده" و یک ضرر دائمی برای این کشور خواهد بود.
بر طبق بند 28 توافقنامه پاریس، یک کشور نمی‌تواند در سه سال اول از شروع عضویت خود، که این تاریخ برای آمریکا 4 نوامبر سال 2016 بود، از این توافق خارج شود. بعدها کاخ سفید اذعان کرد که آمریکا به روند خروج چهار ساله پایبند است. در تاریخ 4 نوامبر سال 2019، حکومت طی یک اعلامیه رسمی تمایل خود به خروج از توافقنامه را اعلام کرد، که 12 ماه تا انجام آن به طول انجامید. تا زمان عملی شدن خروج آمریکا، ایالات متحده ملزم به حفظ تعهدات خود ذیل این توافقنامه بود و باید به گزارش کردن میزان انتشار خود به ملل متحد ادامه می‌داد.
تصمیم ترامپ برای خروج ایالات متحده مورد حمایت بسیاری از جمهوری‌خواهان قرار گرفت ولی دموکرات‌ها به شدت با آن مخالفت کردند. این تصمیم شدیدا در آمریکا و در خارج از مرزهای آن توسط فعالان محیط زیست، برخی سازمان‌های مذهبی، رهبران تجاری، و دانشمندان مورد انتقاد قرار گرفت.
در پی اعلام این خبر از سوی ترامپ، فرمانداران برخی از ایالات آمریکا اقدام به تشکیل معاهده اقلیمی آمریکا کردند تا به پیشبرد اهداف توافقنامه پاریس در سطح ایالتی با وجود خروج دولت فدرال ادامه دهند. از 1جولای سال 2019، 24 ایالت، ساموای آمریکایی، و پورتوریکو به این معاهده پیوستند و تعهدات مشابهی نیز توسط سایر فرمانداران ایالتی، شهرداران، و مشاغل بیان شد.

## پس‌‌زمینه
توافقنامه پاریس الحاقیه‌ای به کنوانسیون چهارچوب ملل متحد برای تغییرات اقلیمی (UNFCCC) بود که در ابتدا در دسامبر همان سال مورد توافق تمامی 195 کشور حاضر در کنفرانس تغییرات اقلیمی ملل متحد 2015 قرار گرفت که آمریکا نیز به ریاست جمهوری باراک اوباما در آن حضور داشت. به دلیل موقعیت ایالات متحده و چین به عنوان بزرگترین منتشرکنندگان دی‌اکسید کربن، حمایت اوباما و مشارکت با چین به عنوان عوامل اساسی منجر به موفقیت زودهنگام کنوانسیون شد.

## اعلامیه
رئیس جمهور ترامپ در 1 ژوئن سال 2017 در باغ رز خروج آمریکا از توافقنامه پاریس بر سر تغییرات اقلیمی را اعلام کرد. ویدیویی توسط کاخ سفید در رابطه با خروج آمریکا از توافقنامه منتشر شد. وزارت خارجه فرانسه نسخه‌ای ادیت شده را با عنوان "بررسی حقایق" منتشر نمود.

## فرایند
در راستای بند 28 توافقنامه پاریس، ایالات متحده آمریکا تا 4 نوامبر سال 2019، سه سال پس از اجرایی شدن توافق، نمی‌تواند ابراز تمایل خود به خروج را عملی کند که یک سال بعد از آن اجرایی شود. تا زمان اجرایی شدن خروج این کشور، ایالات متحده ملزم به رعایت تعهدات خود تحت این توافقنامه بود که شامل الزام به ادامه ارائه گزارش میزان انتشار خود به کشورهای ملل متحد می‌شد. بر اساس یادداشت‌های بدست آمده توسط HuffPost که گمان می‌رود توسط دفتر قانونی دپارتمان ایالتی آمریکا نوشته شده باشد، هرگونه "تلاش برای خروج از توافقنامه پاریس خارج از تمهیدات خروجی که در بالا شرح داده شد مغایر با قوانین بین‌المللی بوده و در سطح بین‌المللی پذیرفته نخواهد شد".